# Seznam paragvajskih pisateljev
Seznam paragvajskih pisateljev.

## A
- Nestor Amarilla

## B
- Augusto Roa Bastos

## N
- Agustín Núñez